# مارتن بورنس
مارتن بورنس (بالإنجليزية: Martin Burns)‏ هو مصارع محترف أمريكي، ولد في 15 فبراير 1861 في مقاطعة سيدار في الولايات المتحدة، وتوفي في 8 يناير 1937 في كونسيل بلوفس في الولايات المتحدة.

## روابط خارجية
- مارتن بورنس على موقع دبليو دبليو إي (الإنجليزية)
- مارتن بورنس على موقع WrestlingData.com (الإنجليزية)
- مارتن بورنس على موقع CageMatch worker (الإنجليزية)
- مارتن بورنس على موقع عالم المصارعة على الإنترنت (الإنجليزية)
- مارتن بورنس على موقع قاعة آيوا للمشاهير الرياضية (الإنجليزية)